# Chorramabad (Verwaltungsbezirk)
Chorramabad (persisch خرم‌آباد) ist ein Schahrestan (persisch شهرستان) in der iranischen Provinz Luristan. Er enthält die Stadt Chorramabad, welche die Hauptstadt des Verwaltungsbezirks ist.

## Demografie
Bei der Volkszählung 2016 betrug die Einwohnerzahl des Schahrestan 506.471. Die Alphabetisierung lag bei 87 Prozent der Bevölkerung. Knapp 75 Prozent der Bevölkerung lebten in urbanen Regionen.
| Zensusjahr | Einwohnerzahl |
| ---------- | ------------- |
| 2011       | 487.167       |
| 2016       | 506.471       |